# 萊爾·布雷納德
萊爾·布雷納德（英語：Lael Brainard，1962年1月1日—）是一位美国的经济学家，曾於2010至2013年擔任美国财政部負責國際事務的次长、2014年至2023年擔任联邦储备委员会委員。

## 經歷
萊爾·布雷納德的父親為一名外交官，她曾經隨父親到波蘭和德國居住。萊爾·布雷納德於哈佛大學取得博士學位，諾貝爾經濟學獎得主保羅·克魯明為她的論文委員會成員。